# Servidio (cognome)
Servidio è un cognome di lingua italiana.

## Varianti
Servaddio, Servadei, Servadio, Servedeo, Servedio, Serviddio, Servidei, Servodidio, Servodio.

## Origine e diffusione
Cognome tipicamente panitaliano, è presente prevalentemente in Italia centro-meridionale.
Potrebbe derivare dal prenome Servidio, dal latino servus Dei, "servo di Dio". È etimologicamente affine ai cognomi Servi e Diodati.

## Persone
- Alberto Servidio – politico italiano